# جبل تغوث
جبل تغوث، هو جبل بالحجاز غرب المملكة العربية السعودية، ذكره ياقوت الحموى في معجم البلدان: الجزء الثاني، يمثل جبل تغوث الحد الشمالي لديار الشلاوي وإلى الغرب من حضن في بلاد الحجاز، ويقع جبل تغوث وفقًا لما جاء في أطلس المملكة العربية السعودية في خط طول 17-41 ودائرة عرض 36-21 ، وهو الجبل الذي وقعت عنده المعركة الشهيرة المسماة بيوم تغوث 1160 هجرية، وكانت بين قبائل عتيبة بقيادة الأمير محصن بن حصن بن مسلم بن ربيعان من اعيان قبيلة عتيبة، وفي الطرف الآخر الشريف حاكم الحجاز ومعه الأتراك، ويقال أن سبب نشوب المعركة عند جبل تغوث هو مقتل حاجب الشريف. انتهت هذه المعركة بالإنتصار  وطرد الشريف من الطايف.

ذكرت تغوث بجبلها في قصيدة علي لسان الشيخ سليمان العقيلي بقول فيها: